# 細胞質遺伝
細胞質遺伝（さいぼうしついでん）とは細胞質に存在する遺伝因子によっておこる遺伝のこと。遺伝の多くは細胞核に存在する染色体に依存するが、ミトコンドリアや葉緑体などの細胞小器官に由来する遺伝もあり、これらを細胞質遺伝と言う。これは細胞小器官が独自にゲノムをもっているためである。発見したのは、メンデルの法則の再発見でも知られるカール・エーリヒ・コレンスである。
一般的な遺伝の法則の基本である、メンデルの法則は、核の減数分裂と融合のしくみに基づいたものであるが、細胞小器官に由来する遺伝形質はそれとは独立して伝わるため、その形質はメンデルの法則に従わずに遺伝する。
例えば、動物の受精において、精子のミトコンドリアはほぼ排除されるため、その形質は雌親の持つ形質を伝えることになる。同様に、植物の葉緑体に関する遺伝形質も、雌親の形質が伝わることが知られている。細胞質遺伝因子の突然変異による遺伝病も知られている。